# 成汝舟
成汝舟（1732年—？），山西省太原府文水縣（今山西省文水縣）人，是一名清朝政治人物。
早年捐生。乾隆三十年，授江西新淦縣知縣。乾隆三十六年，任江蘇南匯縣知縣。乾隆十四年，任江蘇海門同知。乾隆四十五年，任江蘇常州府知府，后任江蘇江寧府知府。乾隆五十二年，任江蘇淮徐道、江蘇淮揚道。乾隆五十四年，升任湖北按察使。